# Gare de Belleville (Ontario)
Pour les articles homonymes, voir gare de Belleville.
La gare de Belleville est une gare ferroviaire à Belleville en Ontario. La gare est desservie par les trains de Via Rail Canada qui relient Toronto, Ottawa et Montréal. Ouverte en 1856, l'ancien bâtiment de la gare a été désigné comme gare patrimoniale en raison de son importance historique. Le bâtiment actuel a été construit en 2012.

## Situation ferroviaire
La gare est située au point milliaire 220,7 milles (355,2 km) de la subdivision Kingston du Canadien National, entre les gares de Trenton Junction et de Napanee. La gare de triage de Belleville se trouve à l'est de la gare.

## Histoire
Comme la plupart des premiers établissements de l'Ontario, la ville de Belleville a prospéré grâce à son emplacement et aux circonstances fortuites de son environnement. Sa croissance au XIXe siècle s'est nourrie de l'exportation de ses ressources naturelles et de produits manufacturés, en partie rendue possible par le chemin de fer, et le déclin de sa force économique à la fin du siècle reflétait des modèles également façonnés, en partie, par le chemin de fer.
L'eau était importante pour le bois et les liaisons par bateau, mais de nombreux produits agricoles et manufacturés nécessitaient un transport terrestre. Afin de faciliter la circulation des marchandises, en particulier des produits agricoles, entre 1830 et 1852, les conseils municipaux et de districts se sont concentrés sur la construction de routes en planches et en gravier vers les villes périphériques de Cannifton, Stirling, Napanee et Kingston. La route de colonisation d'Hastings, qui s'étend sur 75 milles (120,7 km) dans le district du nord-ouest, a été achevée sous l'égide du gouvernement provincial vers 1855. Le premier projet de chemin de fer a vu le jour en 1836, proposant une ligne de Belleville à Madoc et Marmora, où le minerai de fer était exploité depuis 1821. Cette ligne a finalement vu le jour en 1874 sous le nom du chemin de fer à voie étroite Belleville et North Hastings, et a rapidement été arrachée au contrôle américain par un transporteur qui a lui-même été racheté par une filiale du Grand Tronc en 1881. Les premières réunions pour la ligne entre Kingston et Toronto ont eu lieu en 1845. L'idée s'est rapidement étendue à une ligne de Prescott à Toronto avant d'atteindre sa forme finale, et le conseil du comté de Hastings a souscrit 35 000 livres pour la construction en 1851. Les citoyens de Belleville ont voté un montant supplémentaires de 125 000 $ pour deux lignes d'alimentation afin de faire de Belleville un important centre ferroviaire du centre-est de l'Ontario. Le Grand Tronc a été constitué en 1852 et la construction de la ligne entre Montréal et Toronto a commencé en 1854.

### Première gare
Le 27 octobre 1856, le Grand Tronc est la première ligne construite à travers Belleville. Selon le journal que l'on lit, elle suscite des réjouissances avec musique et danse ou passe presque inaperçue. Les habitants étaient peut-être blasés à juste titre. La ville avait été le centre régional des opérations d'arpentage et contractantes pendant la construction du Grand Tronc, et avait été nommée point de division officiel en 1855, ce qui renforçait naturellement l'hypothèse optimiste d'un futur boom. De plus, deux lignes locales ont été activement négociées pendant la construction de la ligne principale.
Le dépôt ferroviaire a été planifié à grande échelle dès le début, lorsque le bâtiment de la gare était considéré comme une salle d'attente et que les autres fonctions étaient réparties dans des bâtiments séparés. L'un des trois premiers ateliers de locomotives du Grand Tronc fut construit à Belleville, et en 1864, une centaine d'hommes étaient employés autour de la gare de triage. En 1867, un nouvel atelier de locomotives fut construit, portant le nombre total de moteurs pouvant être accueillis à 24.
Dans les années 1870, la direction du Grand Tronc a entrepris les travaux nécessaires pour faire sa ligne le transporteur de première classe qu'elle était censée être. En 1867, les directeurs avaient reçu le conseil du capitaine Henry Tyler, inspecteur en chef des chemins de fer britanniques, d'investir 900 000 livres au cours des huit années suivantes dans un plus grand nombre de wagons, des tranchées plus larges, des travaux de drainage, des voies plus lourdes, des voies d'évitement plus longues, davantage de signaux et de bâtiments, et la conversion à l'écartement standard.
Belleville étant toujours un important centre manufacturier et un point de division ferroviaire rentable au début des années 1870, et l'accessibilité des passagers étant facilitée par un nouveau chemin de fer urbain, le Grand Tronc a annoncé des plans pour dépenser 150 000 $ dans la construction de nouveaux garages à locomotives, d'ateliers de réparation et d'une gare de passagers.

### Grève de Belleville
Les retombées du ralentissement économique de 1873 ont affecté Belleville, dont l'industrie du bois avait presque fermé et dont les industries étaient calmes, et ont retardé d'autres travaux d'infrastructures jusqu'à ce que, en novembre 1876, le Grand Tronc indique que la construction n'aurait pas lieu. Des réductions de service de 20 % ont été effectuées en décembre et, le 23 décembre, 66 des 357 ingénieurs du personnel du réseau ont été licenciés, ce qui a précipité la grève de Belleville.
Dix ingénieurs ont immédiatement soumis une liste de griefs au directeur général à Montréal, exigeant une satisfaction immédiate en matière de sécurité d'emploi, de classification et de salaire, en menaçant de faire grève le 29 décembre. Le directeur général s'est préparé à la grève : il a fait appel à des hommes non syndiqués, a anticipé la formation de nouvelles recrues et a ordonné que presque tous les trains soient retenus dans leurs terminaux. Une foule nombreuse et violente s'est rassemblée à la gare de Belleville. Elle fait dérailler des wagons, empêche les employés du Grand Tronc d'exercer leurs fonctions, arrête la circulation de tous les trains et intronise de force environ 13 briseurs de grève dans la Fraternité des mécaniciens de locomotives.
Lorsque la police de Belleville s'est avérée trop désorganisée pour même se présenter au poste, le maire a fait appel à la milice locale et s'est adressé au premier ministre Alexander Mackenzie pour demander des troupes basées à Kingston et à Québec. Mackenzie a refusé, et finalement la milice des Queen's Own Rifles a été obtenue de Toronto le 2 janvier 1877. La grève est désamorcée, la plupart des hommes sont réembauchés et, en 1877, le gouvernement de Mackenzie a adopté la Loi sur les ruptures de contrat pour protéger le public contre les souffrances déraisonnables en cas de grève.
Belleville et les villes voisines ont refusé de payer le coût total de la milice. Les Queen's Own Rifles ont poursuivi Belleville en justice pour 3 $ par homme, et a gagné. Bien que les grèves ouvrières aient été habituelles en Ontario depuis les années 1850, quand elles étaient même signalées comme épidémiques, la violence et l'ampleur de la grève de Belleville ont alarmé les autorités et démontré le pouvoir latent de l'organisation des employés.

### Nouvelles installations
Devenue à cette époque une entité politiquement mûre, Belleville a demandé et obtenu le statut de ville en 1877. La population culmine alors à 11 120 habitants, un chiffre qui commence à décliner presque immédiatement et qui ne sera plus atteint avant les années 1910.
L'activité des chantiers du Grand Tronc se poursuit sans faiblir. Les compagnies ferroviaires comptaient parmi les usines de fabrication les plus grandes et les plus sophistiquées du pays, produisant non seulement la plupart de leur propre matériel, mais fabriquant également bon nombre des machines nécessaires au processus de fabrication. Dans les années 1870, les dix ateliers du Grand Tronc au Canada produisaient en moyenne cinq locomotives par an, 122 wagons de marchandises et 17 wagons de passagers, et ces chiffres ont augmenté dans les années 1880 après le règlement du changement d'écartement. Ces activités s'ajoutent à la réparation, la rénovation et la conversion du matériel roulant, à la réparation des voies et aux activités connexes.
En 1910, une nouvelle rotonde a été construite à Belleville, remplaçant la première, pour accueillir 42 locomotives dans des stalles de 90 pieds (27,4 m) de profondeur. Il s'agit peut-être la plus grande au Canada. Un atelier de roues et une annexe à l'atelier d'usinage sont construits à côté et les cours sont réorganisées. Le nombre d'emplois a atteint un sommet de plus de mille, et au milieu du XXe siècle, plusieurs générations d'hommes de familles entières y ont trouvé du travail. C'était considéré comme le seul bon emploi dans le coin, et un ancien employé estime que 80 % des hommes de la région travaillaient dans le secteur ferroviaire.

### Déclin
Lorsque le Canadien National a pris en change l'exploitation en 1923, cela n'a pas changé grande-chose à Belleville. Cependant, dans la période d'après-guerre, alors que l'ère de la vapeur commençait à s'achever et que le service voyageurs diminuait, le triage a lentement rétréci et des emplois ont disparu. En 1960, la plupart des bâtiments de la gare, y compris la rotonde, n'étaient plus que des tas de décombres, et un bâtiment d'exploitation plus simple a pris en charge les tâches administratives. Plutôt que de risquer la perte de la gare, une désignation de patrimoine fédéral a été accordée en 1973. Cependant, la gare et le dépôt de bagages sont restés, n'ayant jamais été utilisés pour autre chose que le service voyageurs. Même lorsque Via Rail a pris le relève en 1978, peu de choses ont été faites.
Les années 1980, cependant, ont été marqués par de nombreuses rénovations, et l'intérieur a été complètement vidé et mis aux normes modernes. L'accès au deuxième étage a également été ajouté, et le sous-sol a accueilli un club de modélisme ferroviaire. Belleville est restée un arrêt très fréquenté sur la ligne principale de Via Rail à travers l'Ontario, et la vieille gare a commencé à faire face à des problèmes critiques.

### Nouvelle gare
En 2010, les plans d'une nouvelle gare ont été dévoilés et l'ancien dépôt de bagages a été démolie en préparation. La nouvelle gare, conçue par Girard Côté et Beube Dion, a été construite pendant deux ans par J. J. McGuire. La nouvelle gare, beaucoup plus grande et dotée d'un vaste espace d'attente, de kiosques commerciaux et de quais chauffés avec une accessibilité de pointe, a ouvert ses portes en 2012. L'ouverture a marqué la fermeture de la gare originale, laissant seulement deux des gares originales du Grand Tronc en opération.
Via Rail a transféré la propriété de la gare originale à la ville de Belleville. Aujourd'hui, l'ancienne gare reste intacte mais fermée, la ville cherche un moyen de préserver et de réutiliser cette gare historique.

## Service des voyageurs

### Accueil
La gare est ouverte tous les jours entre 7h45 et 21h, et la billetterie est ouverte jusqu'à 15 minutes avant la fermeture de la gare. Les bagages enregistrés ne sont plus disponibles dans la gare et les passagers doivent porter tous les sacs et les ranger sur les porte-bagages. La gare dispose des ascenseurs, d'un téléphone payant, des distributeurs automatiques, et des toilettes publiques. Les passagers peuvent également obtenir une boîte pour transporter un vélo, acheter des journaux et des cartes-cadeaux de Via Rail.

### Desserte
Quatre à cinq trains en direction d'Ottawa, quatre à cinq trains en direction de Montréal, neuf à onze trains en direction de Toronto s'arrêtent à Belleville chaque jour.

### Intermodalité
Le stationnement extérieur au 255 Station Street est payant. Le transport en commun local est assuré par Belleville Transit. La ligne 3 relie l'hôtel de ville, la gare de Belleville, le centre sportif de Quinte, et le mail Quinte. La ligne dessert la gare toutes les 30 minutes, en semaine entre 5h35 et 21h05, le samedi entre 6h05 et 18h05, le dimanche entre 8h35 et 17h35.
Le soir, toutes les lignes de bus de Belleville sont à la demande, et un trajet peut être demandé sur l'application ou par téléphone. Le trajet en bus peut être réservé en semaine de 21h30 à minuit, le samedi de 19h à minuit et le dimanche de 18h à minuit.
Enterprise Rent-a-Car et Avis sont situés à Belleville pour la location de voitures. Central Taxi est une compagnie de taxi qui dessert la ville de Belleville. Uride est une application de covoiturage qui dessert la ville.